# 安娜·巴甫洛娃
安娜·巴甫洛芙娜·巴甫洛娃（羅馬化：Anna Pavlovna Pavlova；1881年2月12日（儒略曆1月31日）—1931年1月23日），19世紀末20世紀初的俄羅斯首席芭蕾舞者，後人更給予「芭蕾女皇」之稱。她被廣泛認為是最著名且最受歡迎的古典芭蕾舞者之一，是俄羅斯皇家芭蕾舞團(Mariinsky Ballet)與謝爾蓋·達基列夫的俄羅斯芭蕾舞團的首席藝術家。巴甫洛娃和舞團成員成功創造了《天鵝之死》中的角色，並在世界各地舉行了巡迴演出。

## 早年生活
安娜·馬特維耶芙娜·巴甫洛娃出生於聖彼得堡普列奧布拉任斯基團醫院，她的父親馬特維·巴甫洛維奇·巴甫洛夫曾在那裡服役。一些消息來源稱，她的父母在她出生前就結婚了，而另一些消息來源則是幾年後才結婚。她的母親柳博芙·費奧多羅芙娜·巴甫洛娃（Lyubov Feodorovna Pavlova）出身於農民，曾在俄羅斯猶太銀行家拉扎爾·波利亞科夫的家裡當過一段時間的洗衣女工。當安娜聲名鵲起時，波利亞科夫的兒子弗拉基米爾聲稱她是他父親的私生女；其他人則推測馬特維·巴甫洛夫本人來自卡拉伊姆派（甚至在葉夫帕托里亞的一個凱尼薩斯中還建有一座紀念碑專門紀念巴甫洛夫)，但這兩個說法都沒有找到歷史證據。安娜·馬特威耶夫娜開始登台表演後，將她的父名改為巴甫洛夫娜。

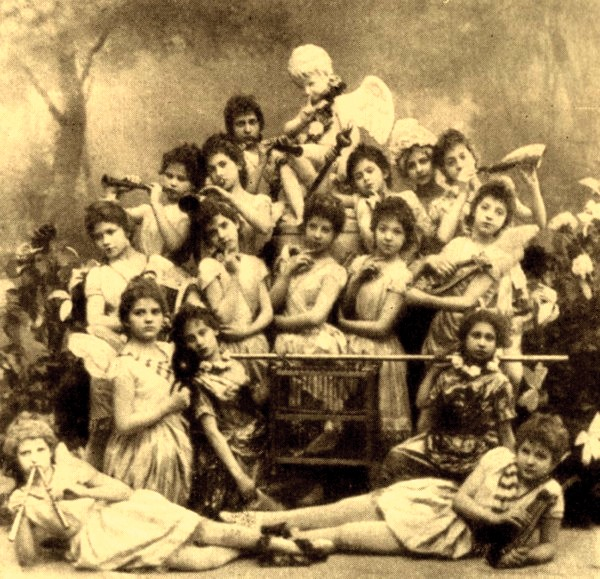
聖彼得堡帝國芭蕾舞學校的學生演示馬里於斯·珀蒂帕的童話故事。十歲的巴甫洛娃 (跪在左邊，手裡拿著鳥籠)出現在她的第一次芭蕾舞表演中。1891年。

巴甫洛娃是個早產兒，經常感到不適，很快就被送到利戈沃村，由她的祖母照顧。 
1890年，當巴甫洛娃的母親帶她在帝國馬林斯基劇院觀看馬里於斯·珀蒂帕原創作品《睡美人》的演出時，巴甫洛娃開始對芭蕾藝術的熱情。當她9歲時，她的母親帶她去著名的帝國芭蕾舞學校試鏡。由於她太年輕，而且她的外表被認為“病態”，她被拒絕了，但在1891年10歲時，她被錄取了。她第一次登上舞台是在珀蒂帕為學校學生表演的《童話故事》。

## 帝國芭蕾舞學校
年輕的巴甫洛娃多年來的訓練很艱難。古典芭蕾對她來說並不容易。她的雙腳嚴重拱起，腳踝纖細，四肢修長，與當時芭蕾舞者青睞的嬌小的身材形成了鮮明的對比。她的同學們用「掃帚(The broom)」和「小野人(La petite sauvage)」等綽號來嘲笑她。巴甫洛娃沒有被嚇倒，她透過訓練來提升自己的技術。學會一步之後，她就練習再練習。她說：“No one can arrive from being talented alone. God gives talent, work transforms talent into genius.”她從當時著名的老師克里斯蒂安·約翰遜、帕維爾·格爾特、尼古拉·萊加特以及恩里科·切凱蒂在那裡接受了額外的課程，恩里科·切凱蒂被認為是當時最偉大的芭蕾舞大師和切凱蒂方法的創始人，切凱蒂方法是一種非常有影響力至今的芭蕾技巧。1898年，她進入聖彼得堡帝國劇院前首席芭蕾舞者葉卡捷琳娜·瓦澤姆的完美班級。
在帝國芭蕾舞學校的最後一年，她在主要舞團中扮演許多角色。1899年，18歲的她畢業，被選入帝國芭蕾舞團，成為芭蕾舞團的領舞員。她在馬林斯基劇院首次在帕維爾·格爾特的歌劇《假樹精》(The False Dryads)中首次亮相。她的表演贏得了評論家的讚揚，尤其是偉大的評論家和歷史學家尼古拉·別佐布拉佐夫(Nikolai Bezobrazov)。

## 職業生涯

### 聖彼得堡

#### 馬里於斯·珀蒂帕
在珀蒂帕嚴格的學術主義的鼎盛時期，公眾對巴甫洛娃的風格感到驚訝，她的天賦幾乎不顧學術規則：她經常彎曲膝蓋，出席率低，胸罩位置錯誤以及巡演安排不正確。這種風格在很多方面都讓人回想起浪漫芭蕾舞和古代偉大芭蕾舞者的時代。

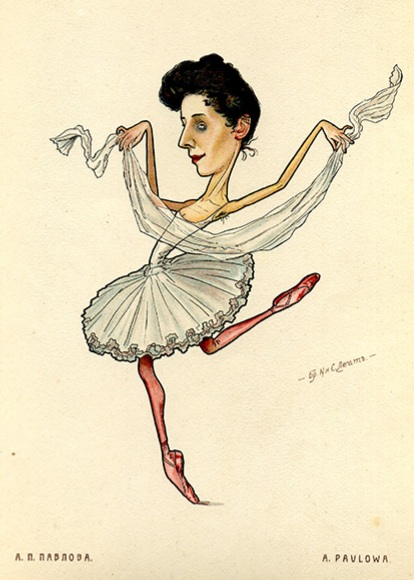
尼可拉·萊加特和謝爾蓋·萊加特兄弟在《漫畫中的俄羅斯芭蕾舞團》(The Russian Ballet In Caricatures)一書中，巴甫洛娃在《舞姬》(La Bayadère)中飾演妮基亞(Nikiya)的漫畫。1903年

巴甫洛娃在《卡馬戈》、《燭光王》、《馬可邦巴》(Marcobomba)和《睡美人》等芭蕾舞劇中表演了各種古典變奏、雙人舞和三人舞。她的熱情常常使她誤入歧途：有一次在珀蒂帕的《法老的女兒》中扮演泰晤士河時，她充滿活力的轉身使她失去平衡，最終掉進了提詞角裡。當她在珀蒂帕的《睡美人》中扮演的仙女時，腳踝無力導致表演困難，也導致芭蕾舞者修改仙女的足尖跳躍，這讓芭蕾舞大師大吃一驚。她拼命地試圖模仿著名的帝國劇院首席芭蕾舞者皮耶琳娜·萊格納尼。有一次，她在課堂上嘗試了萊格納尼著名的花式表演，導致她的老師帕維爾·格爾特勃然大怒。他告訴她，
... leave acrobatics to others. It is positively more than I can bear to see the pressure such steps put on your delicate muscles and the severe arch of your foot. I beg you to never again try to imitate those who are physically stronger than you. You must realize that your daintiness and fragility are your greatest assets. You should always do the kind of dancing which brings out your own rare qualities instead of trying to win praise by mere acrobatic tricks.
巴甫洛娃的地位迅速提升，成為老大師珀蒂帕的寵兒。巴甫洛娃從珀蒂帕本人那裡學到了《帕基塔》中的主角角色、《法老的女兒》中的阿斯皮西亞公主(Princess Aspicia)、《燭光王》中的妮基亞王后(Queen Nisia)和《吉賽兒》。1902年，她被任命為舞蹈演員，1905年被任命為首席舞蹈演員，並最終於1906年在《吉賽兒》中的出色表演後被任命為首席芭蕾舞演員。珀蒂帕為她修改了許多大舞曲以及許多補充變奏。她受到沙皇聖彼得堡狂熱芭蕾舞者的高度讚揚，她的大批粉絲稱自己為“巴甫洛娃茲”(Pavlovatzi)。
1901年，芭蕾舞者瑪蒂爾德·克謝辛斯卡懷孕時，她指導巴甫洛娃飾演《舞姬》中的尼基亞(Nikiya)角色。克謝辛斯卡不想被搶風頭，她確信巴甫洛娃會失敗，因為她的腳踝很小、雙腿柔軟，因此被認為在技術上較差。相反，觀眾被巴甫洛娃和她脆弱、空靈的外表迷住，與這個角色完美契合，尤其是在《陰影王國》(The Kingdom of the Shades)的場景中。

#### 米哈伊爾·福金

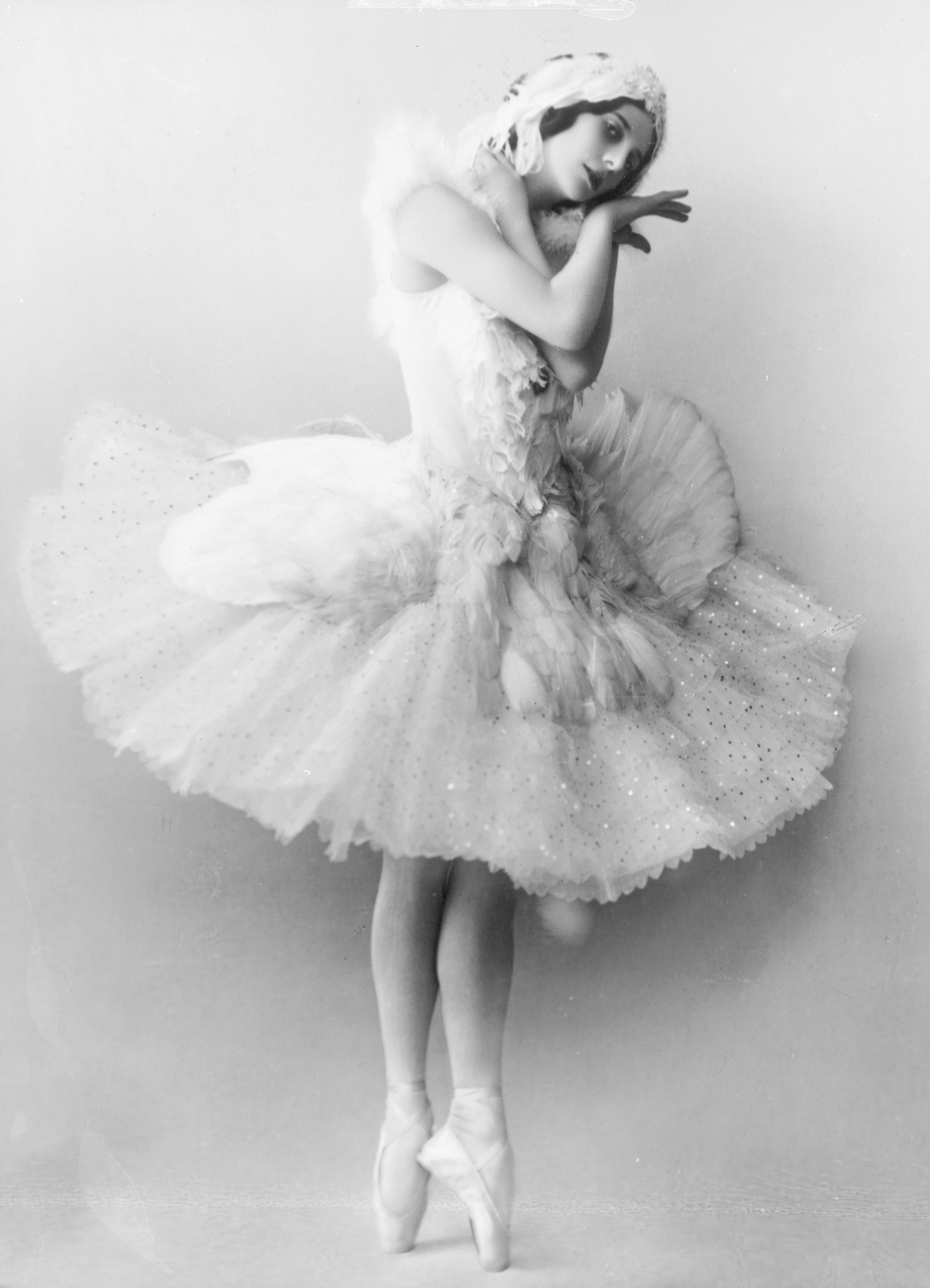
安娜·巴甫洛娃飾演福金/聖桑的《天鵝之死》，聖彼得堡，1905年

巴甫洛娃最為人所知的作品可能是米哈伊爾·福金為她編排的獨舞《天鵝之死》。這部芭蕾舞劇創作於1905年，以卡米耶·聖桑的《動物狂歡節》中的《天鵝》作為舞蹈。巴甫洛娃也親自編排了幾首獨舞，其中之一是弗里茨·克萊斯勒（Fritz Kreisler）配樂的短芭蕾舞劇《蜻蜓》。在扮演這個角色時，巴甫洛娃穿著一件薄紗禮服，背後固定著巨大的蜻蜓翅膀。
巴甫洛娃與塔瑪拉·卡薩維娜競爭。根據電影《吉賽兒的肖像》，卡薩維娜回憶起衣服滑落。在一次表演中，她的肩帶掉了下來，不小心暴露了自己，巴甫洛娃讓尷尬的卡薩維娜流下眼淚。

### 俄羅斯芭蕾舞團
在俄羅斯芭蕾舞團的最初幾年，巴甫洛娃曾短暫為謝爾蓋·達基列夫工作。最初，她原本打算在米哈伊爾·福金的《火鳥》中擔任主角，但由於無法接受伊果·史特拉汶斯基的前衛配樂而拒絕了這個角色，這個角色被交給了塔瑪拉·卡薩維娜。巴甫洛娃一生都偏愛切薩雷·普尼和路德維希·明庫斯（Ludwig Minkus)等老音樂大師的悠揚“音樂丹桑特”(musique dansante)，而對任何偏離19世紀沙龍風格芭蕾舞音樂的其他東西漠不關心。

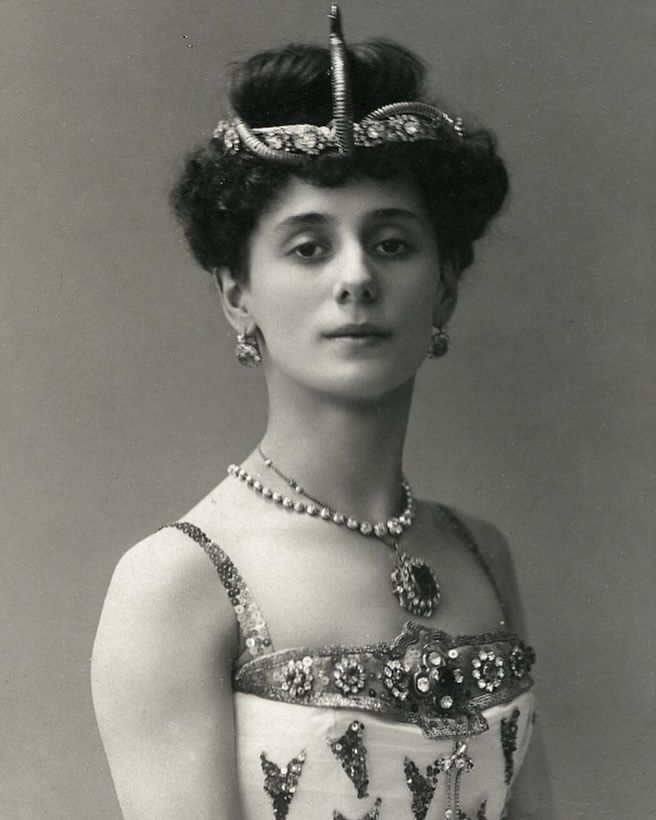
安娜·巴甫洛娃在亞歷山大·戈爾斯基(Alexander Gorsky)為莫斯科大劇院(Bolshoi Theatre)創作的珀蒂帕/普格尼(Petipa/Pugni)版本的《法老的女兒》中飾演阿斯皮西亞公主(Princess Aspicia)的攝影明信片。莫斯科，1908年

### 巴甫洛娃芭蕾舞團

#### 環遊世界
俄羅斯芭蕾舞團巴黎第一季結束後，巴甫洛娃離開芭蕾舞團成立了自己的芭蕾舞團。它在世界各地演出，劇目主要包括珀蒂帕作品的刪節部分，以及專門為她自己編排的作品。

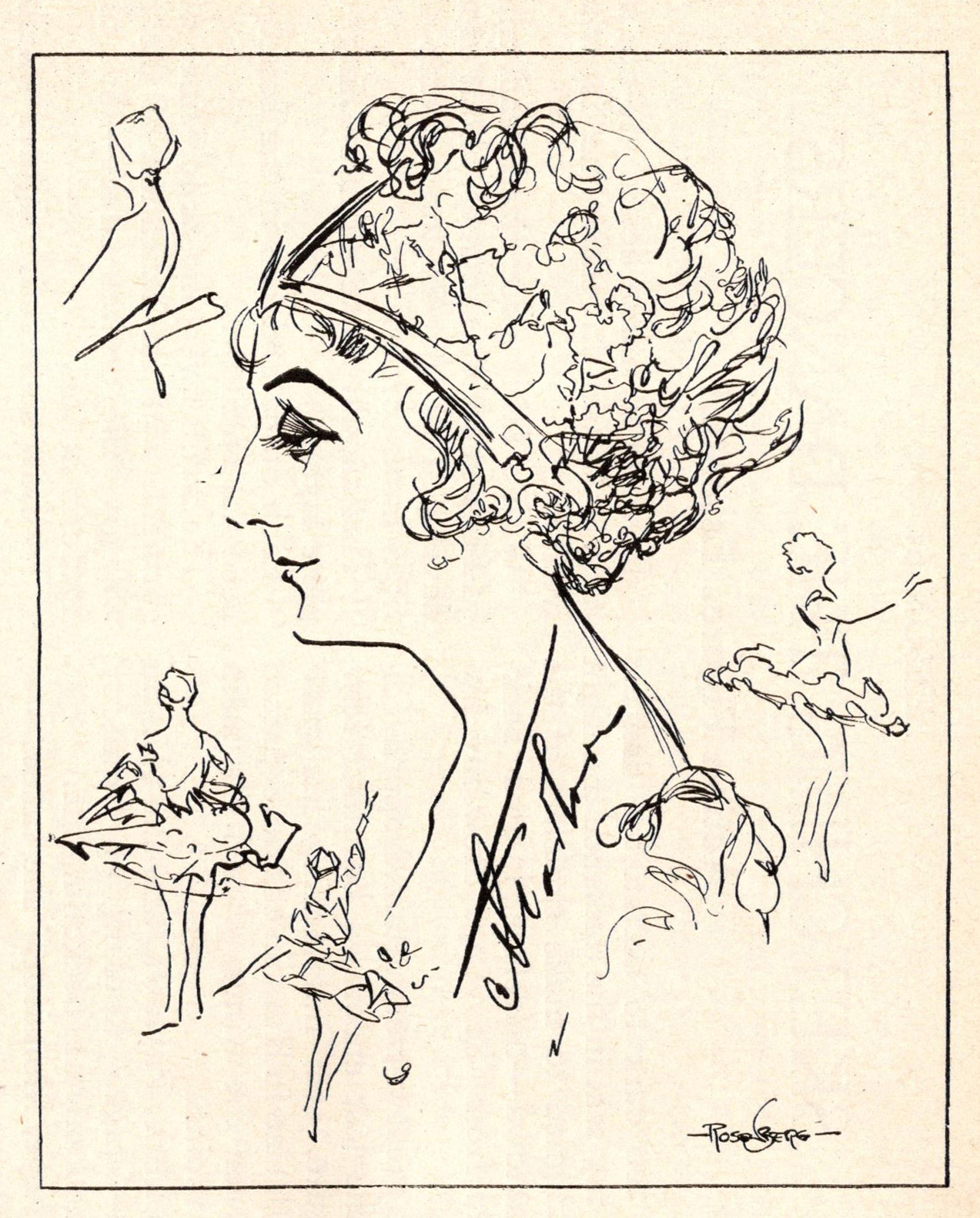
曼努埃爾·羅森伯格簽名圖畫，1924年

a very enterprising and daring act. She toured on her own... for twenty years until her death. She traveled everywhere in the world that travel was possible, and introduced the ballet to millions who had never seen any form of Western dancing.
巴甫洛娃也表演了許多「民族」舞蹈，其中一些舞蹈是她在旅行期間從當地老師那裡學到的。除了祖國俄羅斯的舞蹈外，她還表演墨西哥、日本和東印度的舞蹈。在她的興趣的支持下，她在《Krishna Radha》（1923）中的舞伴烏代·香卡繼續在他的祖國印度復興長期被忽視的舞蹈藝術。她也遊訪中國。
1916年，她在紐約製作了50分鐘的《睡美人》改編版。她的公司成員主要是名字被俄語化的英國女孩。1918年至1919年，她的舞團在南美各地巡演。在此期間，巴甫洛娃對美國年輕芭蕾舞者露絲·佩奇產生了影響。1915年，巴甫洛娃出演了電影《波蒂奇的啞女》，在片中飾演被貴族背叛的啞女。

#### 英國
離開俄羅斯後，巴甫洛娃搬到英國倫敦，並於1912年在漢普斯特德荒野北部格德斯綠地北端路的常春藤別墅定居，並在那裡度過了餘生。這棟房子有一個裝飾性的湖，她在那裡餵養她的寵物天鵝，那裡現在矗立著蘇格蘭雕塑家喬治·亨利·波林創作的她的雕像。電影《安娜·巴甫洛娃》中曾以這棟房子為背景。它曾經是倫敦猶太文化中心，但一塊藍色牌匾將其標記為具有重要歷史意義的地點，即巴甫洛娃的家。在倫敦期間，巴甫洛娃對英國芭蕾舞的發展產生了影響，尤其是對艾莉西亞·馬爾科娃的職業生涯的啟發。位於阿克利和托特里奇（巴內特倫敦自治市） 交界處的蓋特酒館( https://thegatearkley.co.uk （页面存档备份，存于） )的牆上掛著一個故事，描述了巴甫洛娃和她的舞蹈團的一次訪問。
英國倫敦至少有五座巴甫洛娃紀念碑：湯姆·梅里菲爾德(Tom Merrifield)的當代雕塑《常春藤之家庭院中的蜻蜓巴甫洛娃》、蘇格蘭人喬治·亨利·波林的常春藤之家池塘中央的雕塑、一塊藍色牌匾在常春藤之家的前面，一尊小雕像與存放她骨灰的骨灰甕坐在戈爾德斯格林火葬場，維多利亞皇宮劇院頂部也有一座鍍金雕像。1911年英國倫敦維多利亞皇宮劇院開幕時，劇院的圓頂上方豎立著巴甫洛娃的鍍金雕像。第二次世界大戰期間，為了安全起見，它被拆除並遺失。2006年，原雕像的複製品在原處修復。
1928年，巴甫洛娃聘請聖彼得堡指揮家埃弗雷姆·庫爾茨(Efrem Kurtz)，直到她1931年去世前，他一直為她伴奏。在她生命中的最後五年，她另一位聖彼得堡芭蕾舞者克萊奧·諾迪於1926年離開巴黎歌劇院芭蕾舞團加入她的舞團並陪伴她，成為她的忠實助手，進行第二次澳洲巡演前往阿得雷德、布里斯本和雪梨。在返回船上的途中，諾迪與巴甫洛娃的英國音樂總監沃爾福德·海登(Walford Hyden)結婚。直到20世紀70年代，諾迪一直讓巴甫洛娃的火焰在倫敦燃燒，她在那裡輔導了數百名學生，其中包括許多芭蕾舞明星。

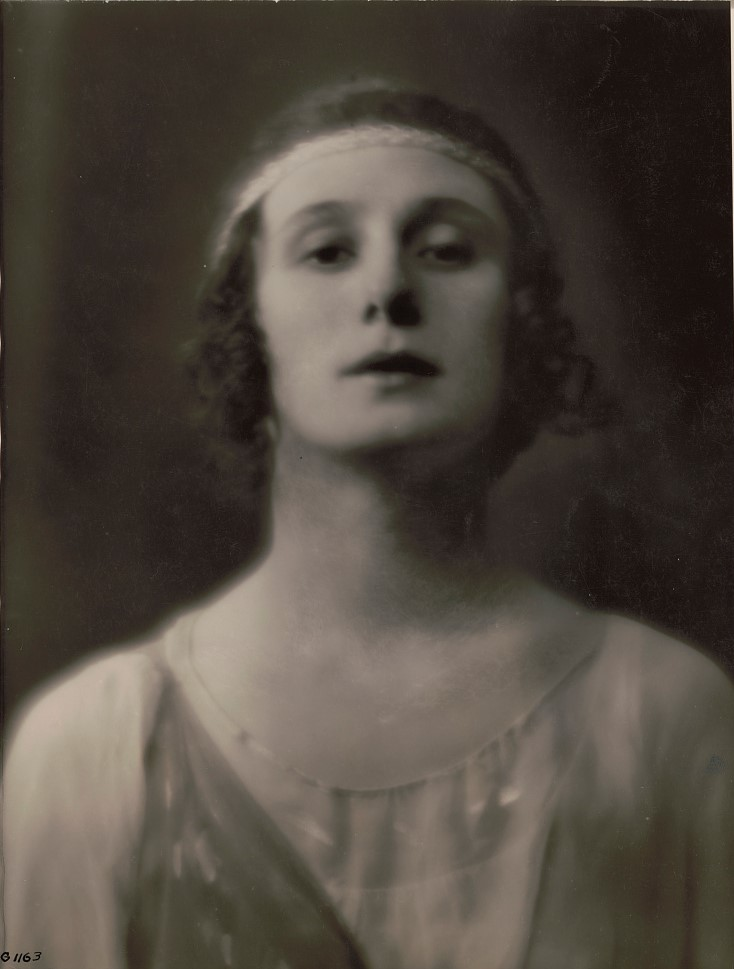
阿諾德·根特, 安娜·巴甫洛娃, 1915, 國會圖書館

### 美國
1912年至1926年間，巴甫洛娃幾乎每年都會遊覽美國，從一個海岸到另一個海岸。
A generation of dancers turned to the art because of her. She roused America as no one had done since Elssler ... America became Pavlova-conscious and therefore ballet-conscious. Dance and passion, dance and drama were fused.
波斯頓
在1914年至1917年擔任波士頓大歌劇院公司(Boston Grand Opera Company) 董事總經理期間，由馬克斯·拉賓諾夫介紹給美國的觀眾，並在此期間與她的俄羅斯芭蕾舞團一起演出。
聖路易斯
1914年，海蒂·B·古丁所辦在密蘇裡州聖路易斯的活動，古丁負責在1913-14演出季向聖路易斯公眾呈現了一系列有價值的音樂景點。古丁前往紐約與音樂經理安排所提供的景點。她從一長串名單中選擇了那些代表各自專業領域最高水準的人，並且她確信聖路易斯人會喜歡這些人。名單首先是大都會歌劇院公司的首席女低音路易斯·霍默夫人，其次是鋼琴家約瑟夫·霍夫曼以及俄羅斯芭蕾舞團的安娜·巴甫洛娃。最後，兩晚費用為 5,500.00 美元(以 2,024年 計算為 174,981 美元)，收入為 7,500.00 美元(以 2,024年 計算為 238,611 美元)，淨收益為 2,000.00 美元(以 2,024年 計算為 63,630 美元)；她的其他晚上在經濟上也相當成功。預售量超過美國其他城市。俄羅斯舞者跳的兩個晚上的巴甫洛娃音樂會上的最後一個小時，紐約的經理們開始懷疑並焦急地派了四名特工(special advance)來協助她。在看到兩晚的預訂情況後，他們悄悄溜回紐約，完全相信巴甫洛娃有能力吸引聖路易斯的觀眾，而迄今為止，聖路易斯一直被全國稱為「最糟糕的演出城鎮」(the worst show town)。

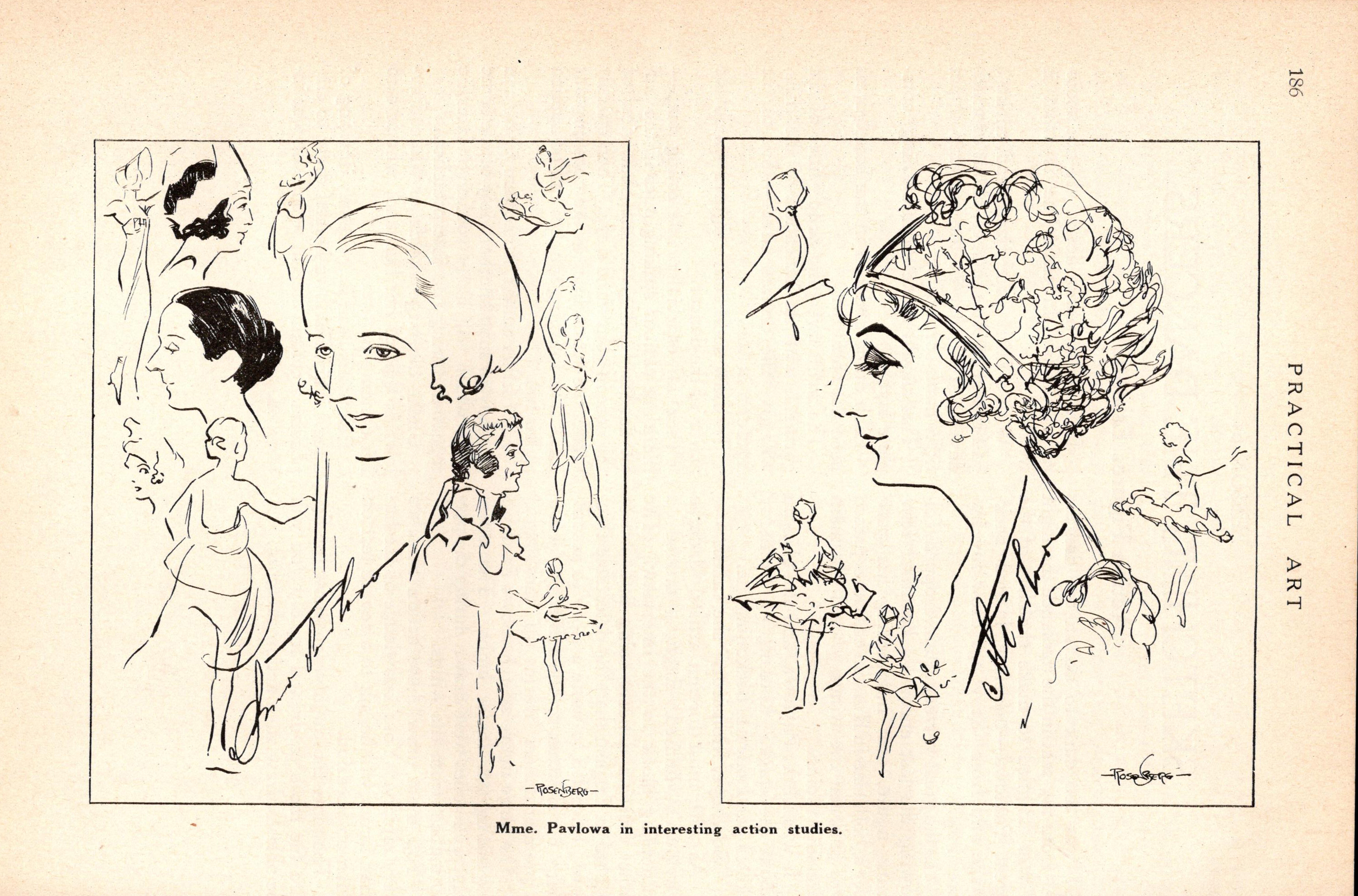
安娜·巴甫洛娃簽名草圖，曼努埃爾·羅森伯格，1922年

## 個人生活

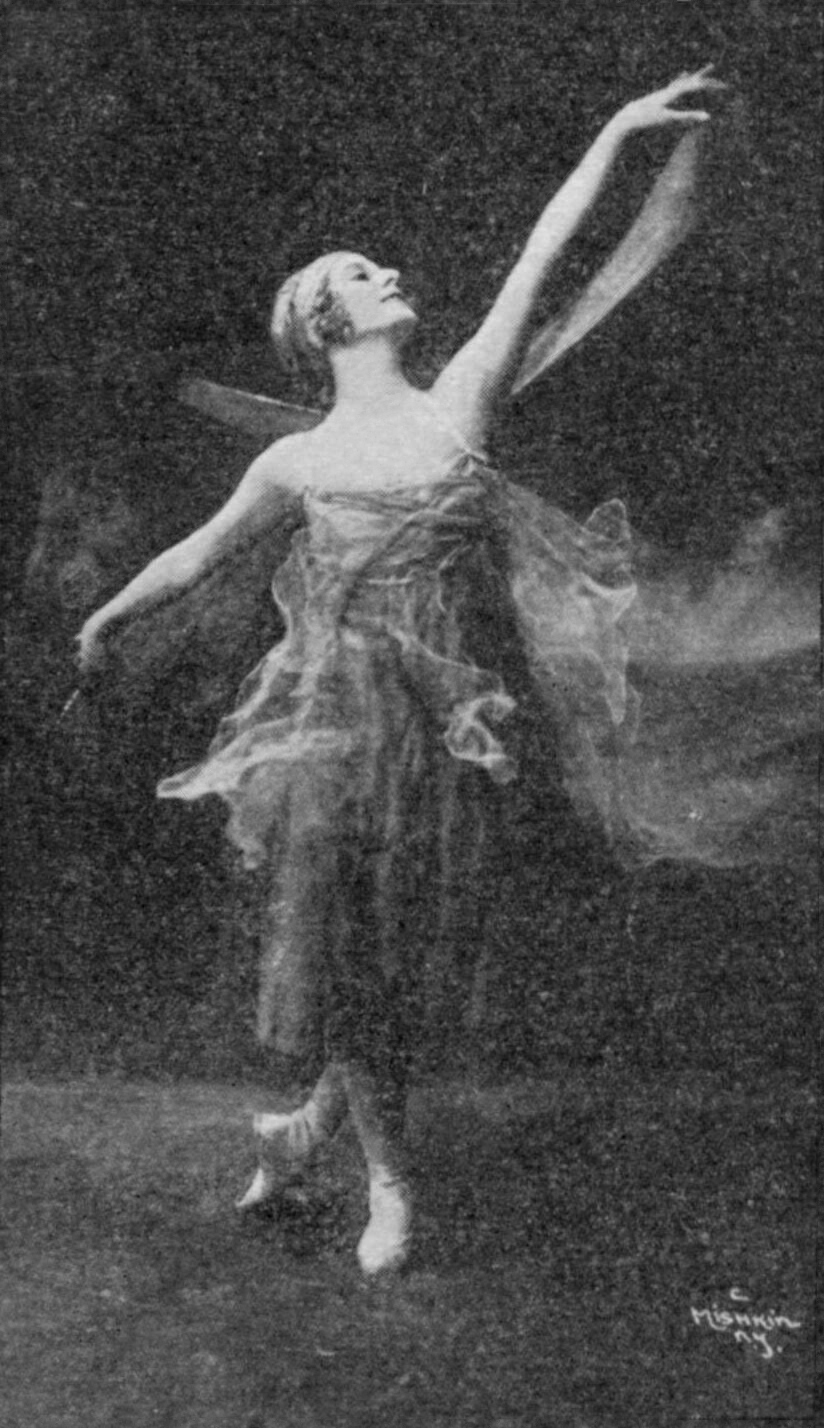
巴甫洛娃舞蹈,1910年中期

她的經紀人兼伴侶維克多·丹德雷(Victor Dandré)在1932年為這位舞者撰寫的傳記《安娜·帕夫洛娃：藝術與生活》 (Dandré 1932，author's foreword)中聲稱他是她的丈夫。他們於1904年第一次見面（一些消息來源說是1900年），並於1914年秘密結婚。他於1944年2月5日去世，在戈爾德斯格林火葬場火化，骨灰放在安娜的骨灰下面。
丹德雷（Dandré）描述了巴甫洛娃的許多慈善舞蹈表演以及為支持第一次世界大戰後巴黎的俄羅斯孤兒所做的慈善努力
...who were in danger of finding themselves literally in the street. They were already suffering terrible privations and it seemed as though there would soon be no means whatever to carry on their education.
十五個女孩被收養到巴甫洛娃在巴黎附近的聖克盧購買的一所房子裡，由德蓋爾尼伯爵夫人(Comtesse de Guerne)監督，並得到巴甫洛娃的表演和募集資金的支持，其中包括來自美國營火女孩成員的許多小額捐款，他們使她成為榮譽會員。
她一生養過很多寵物，包括一隻暹羅貓、各種狗和包括天鵝在內的多種鳥類。丹德雷表示，她一生都是動物愛好者，她拍攝的肖像照片證明了這一點，其中經常包括她喜愛的動物。她和她最喜歡的天鵝傑克一起拍攝了一張正式的工作室肖像。

## 死亡

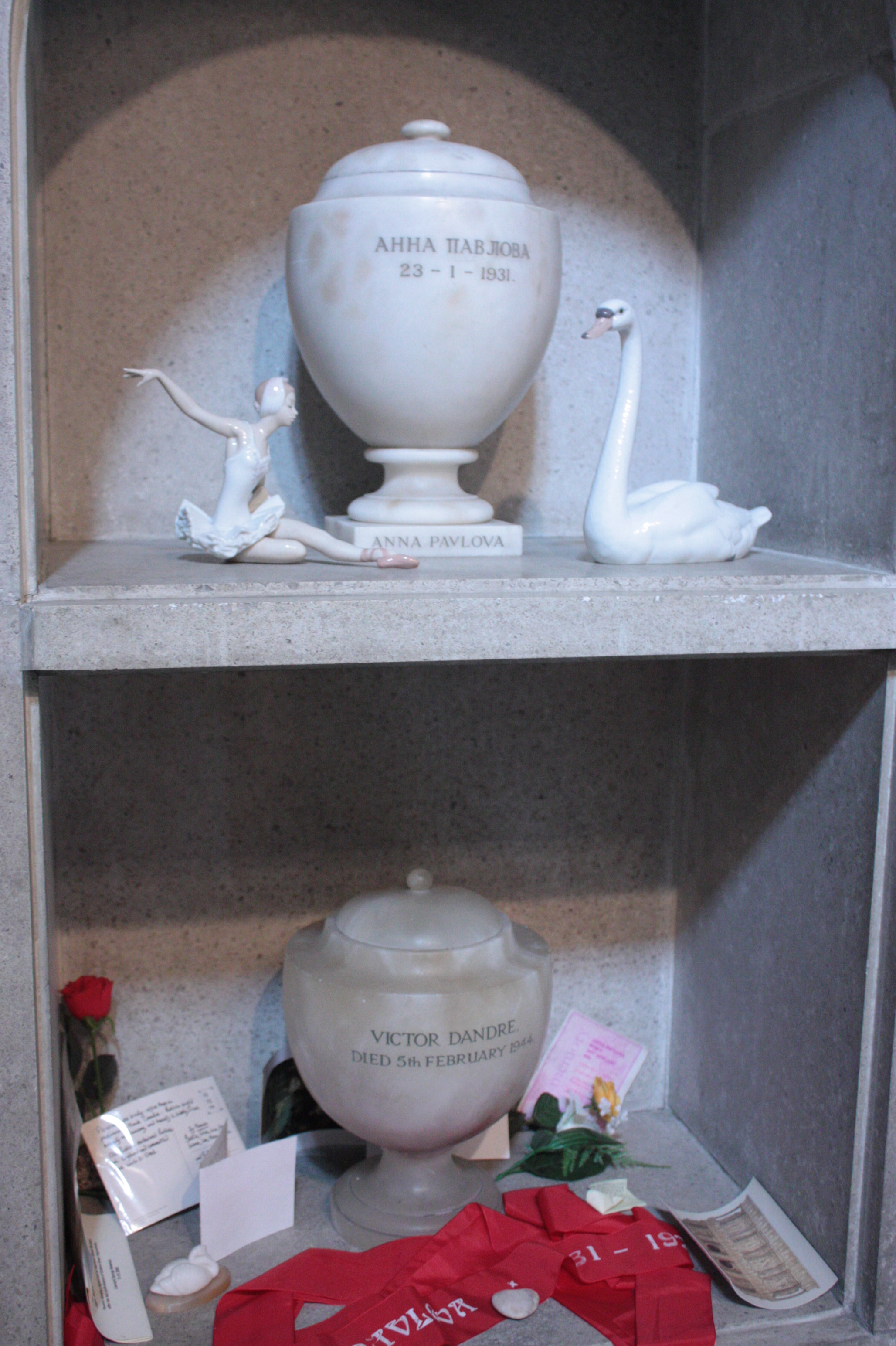
巴甫洛娃的骨灰位於戈爾德斯格林火葬場維克多·丹德雷的骨灰上方

在從巴黎前往海牙的途中，巴甫洛娃病得很重，抵達海牙後病情惡化。她派人去巴黎請她的私人醫生札萊夫斯基(Zalewski)來照顧她。她被告知患有肺炎並需要接受手術。她還被告知，如果她繼續跳舞，她將永遠無法再跳舞。她拒絕接受手術並說：“If I can't dance, then I'd rather be dead.”她死於胸膜炎，死在海牙 Hotel Des Indes 日本沙龍旁的臥室裡，距離她50歲生日還有20天。
維克多·丹德雷(Victor Dandré)寫道，巴甫洛娃(Pavlova)於1931年1月23日星期五午夜後半小時去世，她的女僕瑪格麗特·萊蒂安(Marguerite Létienne)、扎列夫斯基(Zalevsky) 和他本人都在她的床邊。她的最後一句話是：“Get my 'Swan' costume ready.”丹德雷和萊蒂安給她穿上了她最喜歡的米色蕾絲連身裙，並將她放入裝有一枝丁香花的棺材中。上午7點，一位俄羅斯東正教牧師來到她的遺體前為她祈禱。上午7時30分，她的靈柩被送往海牙天主教醫院附設太平間教堂。
按照古老的芭蕾舞傳統，在她下一次表演的那天，演出如期進行，只有一束聚光燈圍繞著她本來所在的空蕩蕩的舞台。追悼會在倫敦俄羅斯正教會舉行。巴甫洛娃被火化，她的骨灰被安置在戈爾德斯格林火葬場的骨灰安置所裡，她的骨灰盒裡裝飾著她的芭蕾舞鞋（後來這雙鞋被偷了）。
瓦倫蒂娜·日倫科娃(Valentina Zhilenkova)和莫斯科市長尤里·魯茲科夫試圖將巴甫洛娃的骨灰空運到莫斯科安葬於新聖女公墓。此後，巴甫洛娃的骨灰引起了許多爭議。這些嘗試是基於這樣的說法：在蘇聯解體後，巴甫洛娃的遺願是將她的骨灰送回俄羅斯。這些說法後來被發現是錯誤的，因為沒有證據表明這根本是她的願望。唯一表明這一舉動可能的書面證據是巴甫洛娃丈夫的遺囑，他規定，如果俄羅斯當局同意這一舉動並以適當的尊重對待她的遺體，那麼火葬場管理員應該同意。儘管有這一條款，遺囑並未包含死後前往俄羅斯的正式請求或計劃。
最近一次嘗試將巴甫洛娃的遺體轉移到俄羅斯是在2001年。戈爾德斯格林火葬場已安排將他們空運至俄羅斯，並於2001年3月14日安葬，俄羅斯政要出席葬禮。但是在俄羅斯當局撤回此舉許可後，該計劃後來被放棄。後來透露，巴甫洛娃的家人和俄羅斯政府都沒有批准此舉，他們同意遺體應留在倫敦。

## 電影
| 日期   | 劇名         | 角色            | 備註 |
| ------ | ------------ | --------------- | ---- |
| 1916年 | 波蒂奇的啞女 | 費內拉(Fenella) |      |
| 1925年 | 天鵝之死     | 天鵝            | 短片 |

## 劇目
巴甫洛娃的劇目包括以下角色:
| 日期           | 芭蕾劇                                   | 角色                                                     | 地點                             |
| -------------- | ---------------------------------------- | -------------------------------------------------------- | -------------------------------- |
| 1891年4月4日   | 童話故事(A Fairy Tale)                   |                                                          | 俄羅斯聖彼得堡帝國芭蕾舞學校劇院 |
| 1900年12月19日 | 堂吉訶德(Don Quixote)                    | 胡安妮塔(Juanita)                                        | 俄羅斯莫斯科莫斯科大劇院         |
| 1901年         | 舞姬(La Bayadère)                        | 妮基亞(Nisia)                                            |                                  |
| 1902年         | 帕基塔(Paquita)                          | 帕基塔(Paquita)                                          |                                  |
| 1905年         | 天鵝之死(The Dying Swan)                 | 天鵝(The Dying Swan)                                     | 俄羅斯聖彼得堡                   |
| 1907年11月25日 | 阿爾米達宮(Le Pavillon d'Armide)         | 阿爾米達（Armida）                                       | 聖彼得堡馬林斯基劇院             |
| 1909年6月2日   | 仙女們(Les Sylphides)                    |                                                          | 巴黎夏特雷劇院                   |
| 1910年         | 難管的女兒(La Fille mal gardée)          | 莉絲（Lise）                                             | 聖彼得堡                         |
| 1921年         | 拉佩里（杜卡斯）(La Péri (Dukas))        | 佩里(Péri)                                               | 巴黎國家歌劇院                   |
|                | 吉賽兒(Giselle)                          |                                                          |                                  |
|                | 卡馬戈(La Camargo)                       |                                                          |                                  |
|                | 偽裝的德律阿得斯(Les Dryades prétendues) |                                                          | 聖彼得堡                         |
|                | 燭光王(Le Roi Candaule)                  | 妮基亞王后(Queen Nisia)                                  |                                  |
|                | 馬可邦巴(Marcobomba)                     |                                                          |                                  |
|                | 法老的女兒(The Pharaoh's Daughter)       | 阿斯皮西亞公主(Princess Aspicia)、泰晤士河(River Thames) |                                  |
|                | 睡美人(The Sleeping Beauty)              | 仙女                                                     |                                  |

## 影響

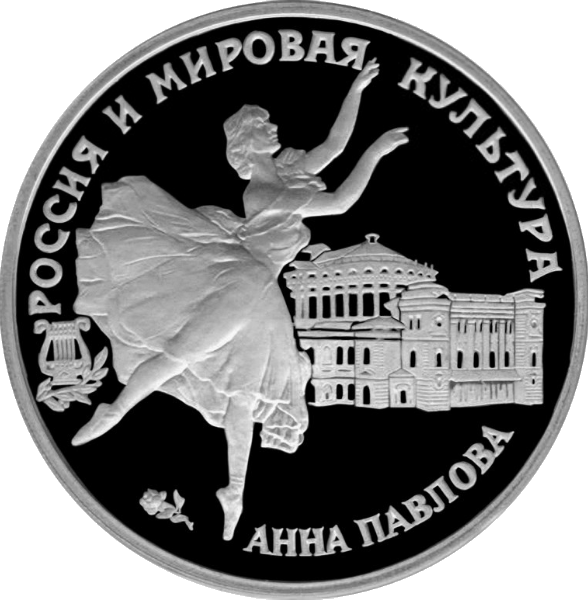
紀念幣, 俄羅斯中央銀行

巴甫洛娃啟發了編舞家弗雷德里克·阿什頓（Frederick Ashton，1904-1988年)，他在13歲的時候就在秘魯利馬的市政劇院看到了巴甫洛娃的舞蹈。
1920年代她訪問澳大利亞時，為了紀念她，一位大廚以她的名字命名了一種食物巴甫洛娃蛋糕。
巴甫洛娃的舞蹈為愛爾蘭畫家約翰·拉弗里的許多藝術作品提供了靈感。《觀察家報》的評論家在1911年4月16日寫道："Mr. Lavery's portrait of the Russian dancer Anna Pavlova, caught in a moment of graceful, weightless movement ... Her miraculous, feather-like flight, which seems to defy the law of gravitation."。
墨西哥民間舞（Jarabe Tapatío），在英語中被稱為“墨西哥帽子舞”，當巴甫洛娃穿著足尖鞋創作了一個舞台版本時，她在墨西哥以外的地方受到了歡迎，崇拜她的墨西哥觀眾為她戴上了帽子。此後，1924年，墨西哥民間舞被宣佈為墨西哥的國舞。
巴甫洛娃(Pavlova)在1952年的電影《百萬美人魚》中由瑪麗亞·塔爾奇夫(Maria Tallchief)飾演該角色。
植物學家羅傑‧威廉‧布徹(Roger William Butcher)於1952年界定了巴甫洛娃，這是一種藻類，屬於巴甫洛娃科。之所以如此命名，是因為「巴甫洛娃螺旋藻(Pavlova gyrans)這物種的移動模式具有積極的芭蕾舞」。
1980年，伊戈爾‧卡爾‧法貝熱(Igor Carl Faberge)授權收藏一系列8吋全鉛水晶酒杯，以紀念巴甫洛娃誕辰一百週年。這些酒杯是在富蘭克林造幣廠的監督下在日本製作的。每個酒杯的杯腳上都會出現巴甫洛娃的磨砂圖。最初每組包含12個玻璃杯。
1983年的電影《安娜·巴甫洛娃》描繪了巴甫洛娃的一生。
荷蘭皇家航空公司的一架麥道MD-11飛機註冊號碼為 PH-KCH，上面有她的名字。它於1995年8月31日交付。
巴甫洛娃是羅薩里奧‧費雷於2001年小說《天鵝飛翔》中的一個角色。
巴甫洛娃出現在英國連續劇《塞爾弗里奇先生》(2013)第四集中，由現實生活中的芭蕾舞者娜塔莉亞·克雷曼 (Natalia Kremen) 飾演。

## 足尖鞋
巴甫洛娃的腳非常弓，因此她通過在鞋底添加一塊硬皮革作為支撐並將鞋盒壓平來加固她的足尖鞋。當時，許多人認為這是“作弊”，因為那個時代的芭蕾舞者被教導必須用腳尖支撐體重，而不是她的鞋子。對於巴甫洛娃來說，這是極其困難的，因為她腳的形狀要求她用大腳趾來平衡體重。隨著時間的推移，她的解決方案成為了現代足尖鞋的先驅，因為對於彎曲的腳來說，足尖工作變得不那麼痛苦並且更容易。根據瑪格·芳登的傳記，巴甫洛娃不喜歡她的發明在照片中的樣子，因此她會將其刪除或更改照片，以便看起來她使用的是普通的足尖鞋。

## 編舞記譜
在二十世紀之交，帝國芭蕾舞團開始了一個項目，用斯捷潘諾夫編舞符號方法來記錄其大部分劇目。大多數著名的編舞都是在舞者排練時錄製的。1917年俄國革命後，這本樂譜集被帝國芭蕾舞團前任註冊者尼古拉斯·謝爾蓋耶夫帶出俄羅斯，他利用這些樂譜集上演了《胡桃夾子》(The Nutcracker)、《睡美人》(The Sleeping Beauty)和《天鵝湖》(Swan Lake)等作品，以及馬里於斯·珀蒂帕為巴黎歌劇院芭蕾舞團和倫敦維克威爾斯芭蕾舞團（皇家芭蕾舞團的前身）創作的《吉賽兒》和《葛蓓莉亞》的最終版本。這些作品的製作奠定了所有後續版本在某種程度上都以此為基礎中的基礎。最終，這些符號被哈佛大學獲得，現在成為與帝國芭蕾舞團相關的材料的一部分，稱為謝爾蓋耶夫收藏，其中不僅包括有符號的芭蕾舞劇，還包括該公司在二十世紀初使用的排練樂譜世紀。
《吉賽兒》和全長《帕基塔》的樂譜被記錄於西元1977年。 1901－1902年，馬里於斯·珀蒂帕親自帶著安娜·巴甫洛娃進行排練。當巴甫洛娃作為獨奏者參加表演時，她也參與了其他一些著名的編舞。用作排練樂譜的幾個小提琴或鋼琴縮譜反映了巴甫洛娃在特定表演中選擇跳舞的變奏，因為當時古典變奏經常是隨意表演的，即由舞者選擇。尤其是巴甫洛娃在多部芭蕾舞劇中表演的變奏，由里卡多·德里戈為巴甫洛娃在珀蒂帕的芭蕾舞劇《燭光王》中的表演創作，該劇以豎琴獨奏為特色。這種變奏至今仍在馬林斯基芭蕾舞團的經典《帕基塔》舞劇中演出。

## 畫廊

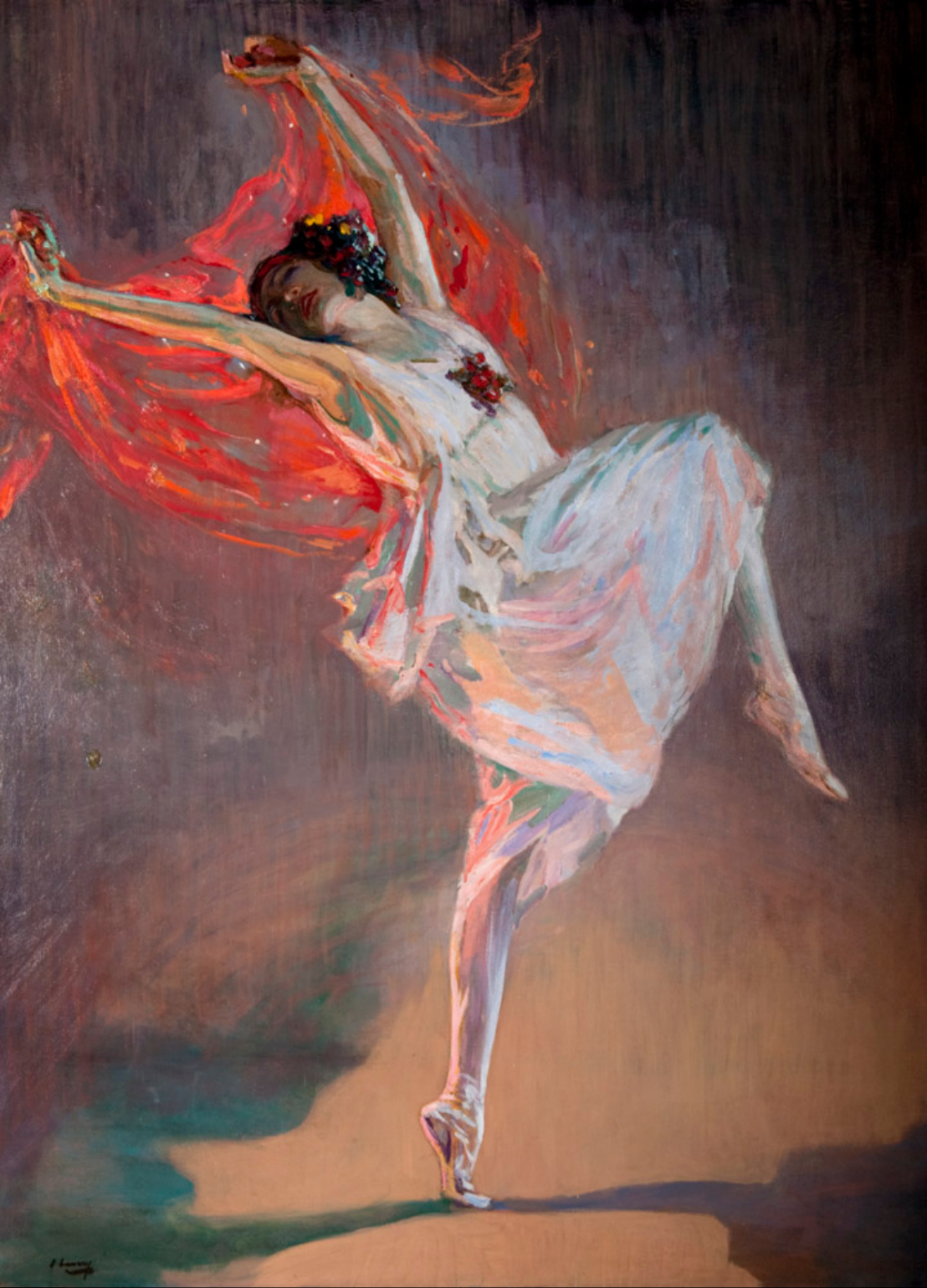
"安娜·巴甫洛娃作為酒神", by約翰‧萊弗里爵士（英语：John Lavery）
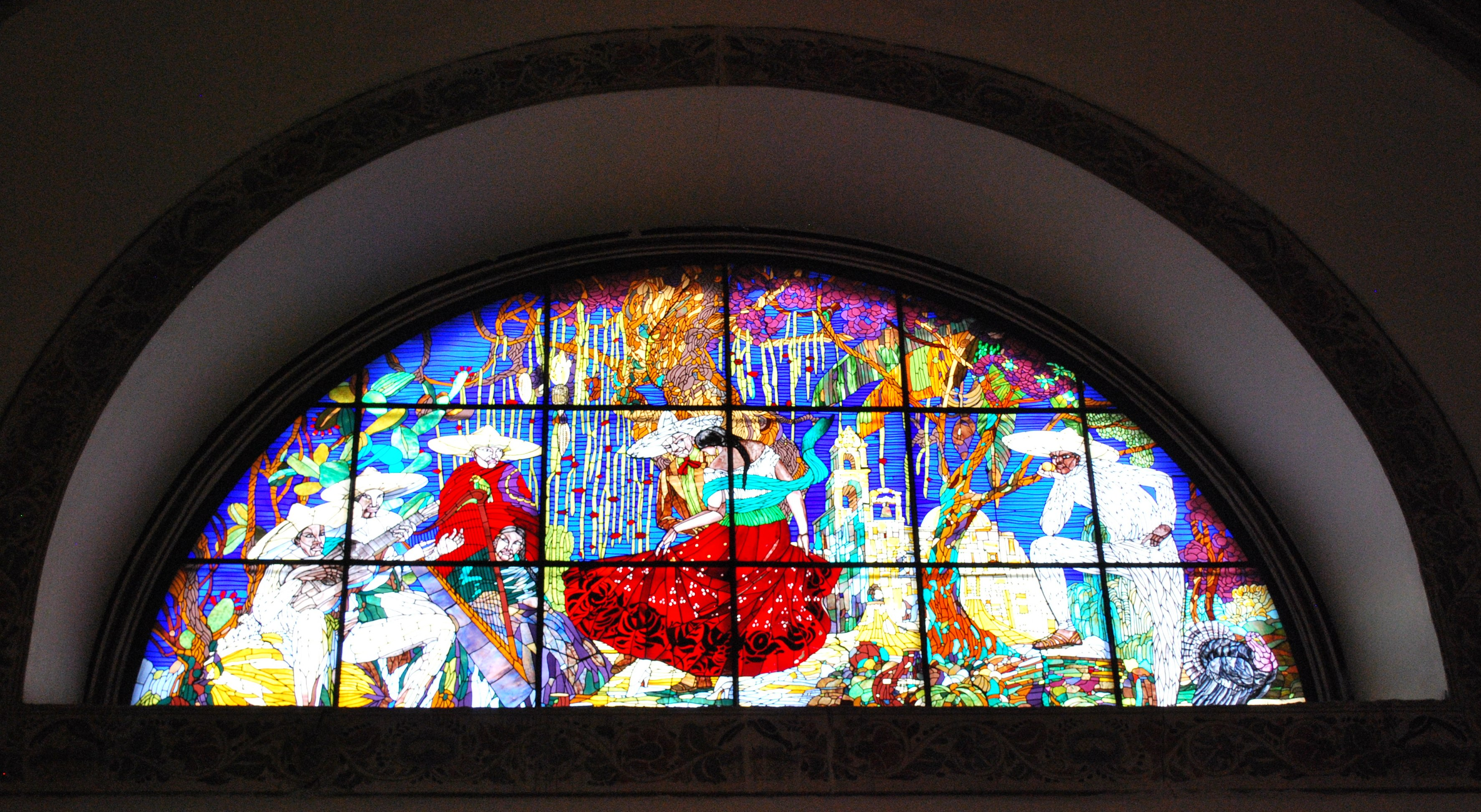
名為"El Jarabe Tapatio"的彩色玻璃窗
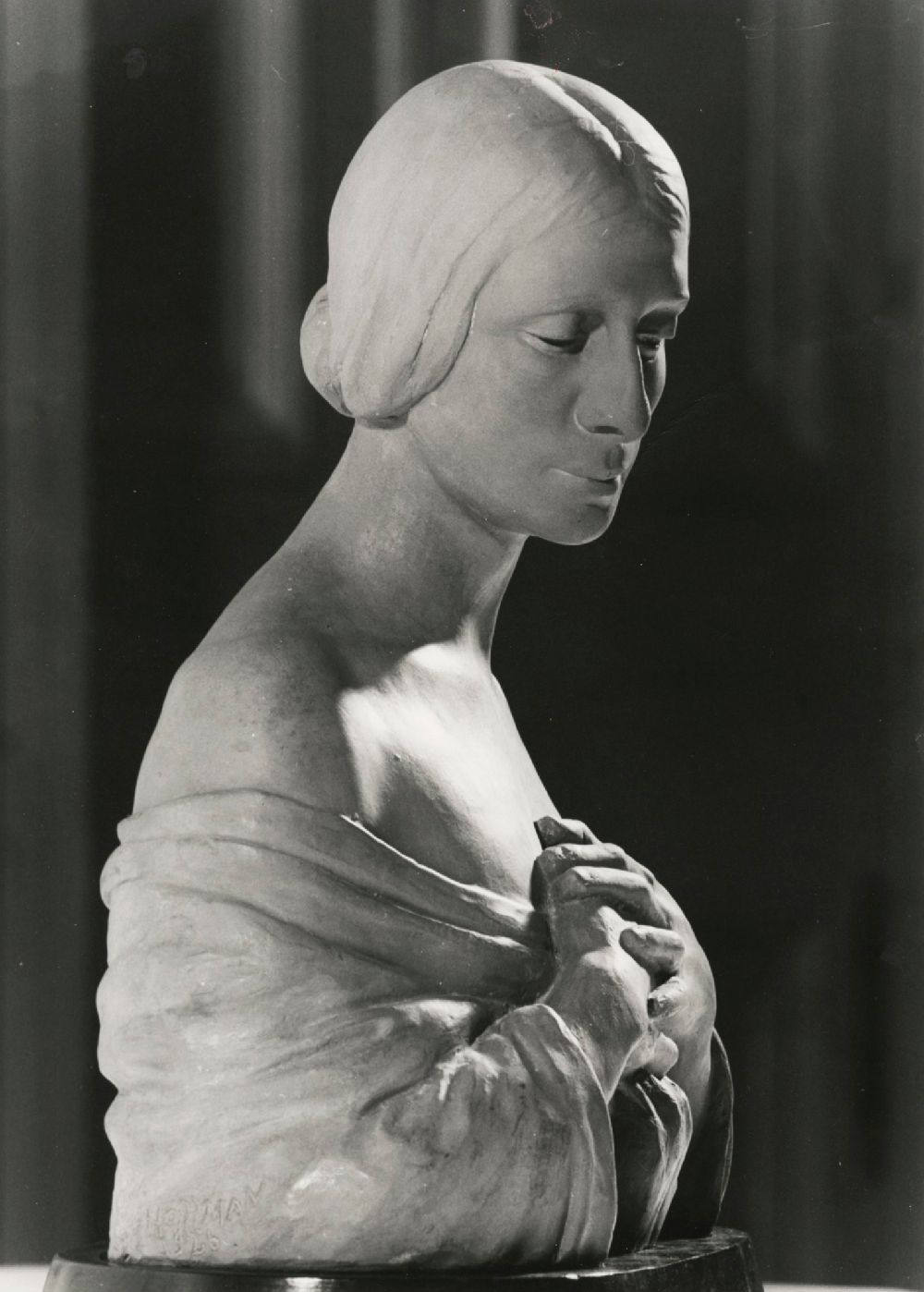
馬爾維娜‧霍夫曼(Malvina Hoffman), 巴甫洛娃 , 1926–1929,拍攝者大衛‧芬恩（英语：David Finn）, ©David Finn Archive, 華盛頓特區國家美術館圖書館圖像收藏部
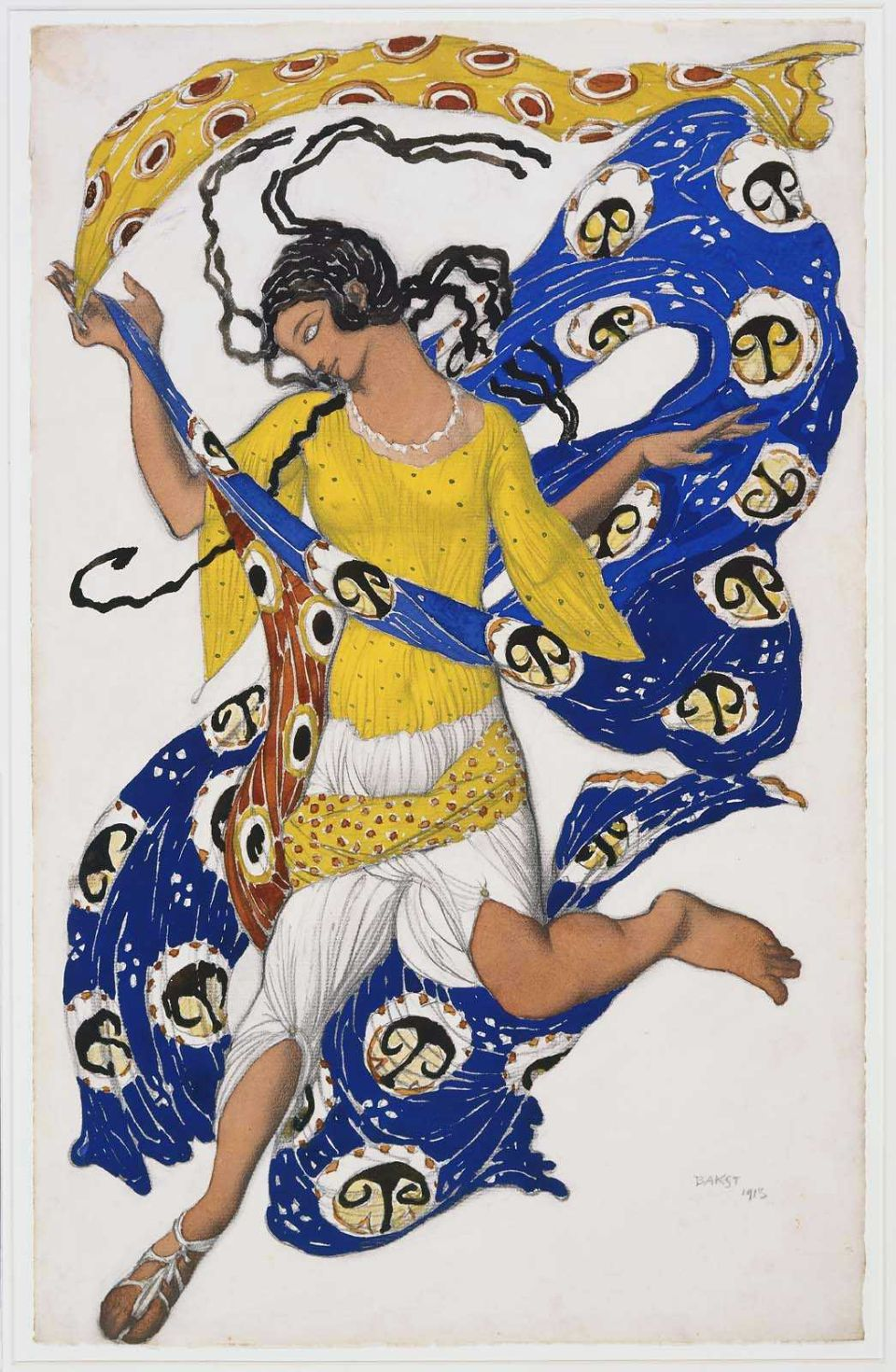
蝴蝶 (里昂·巴克斯為安娜·巴甫洛娃設計的服裝), 波士頓美術館
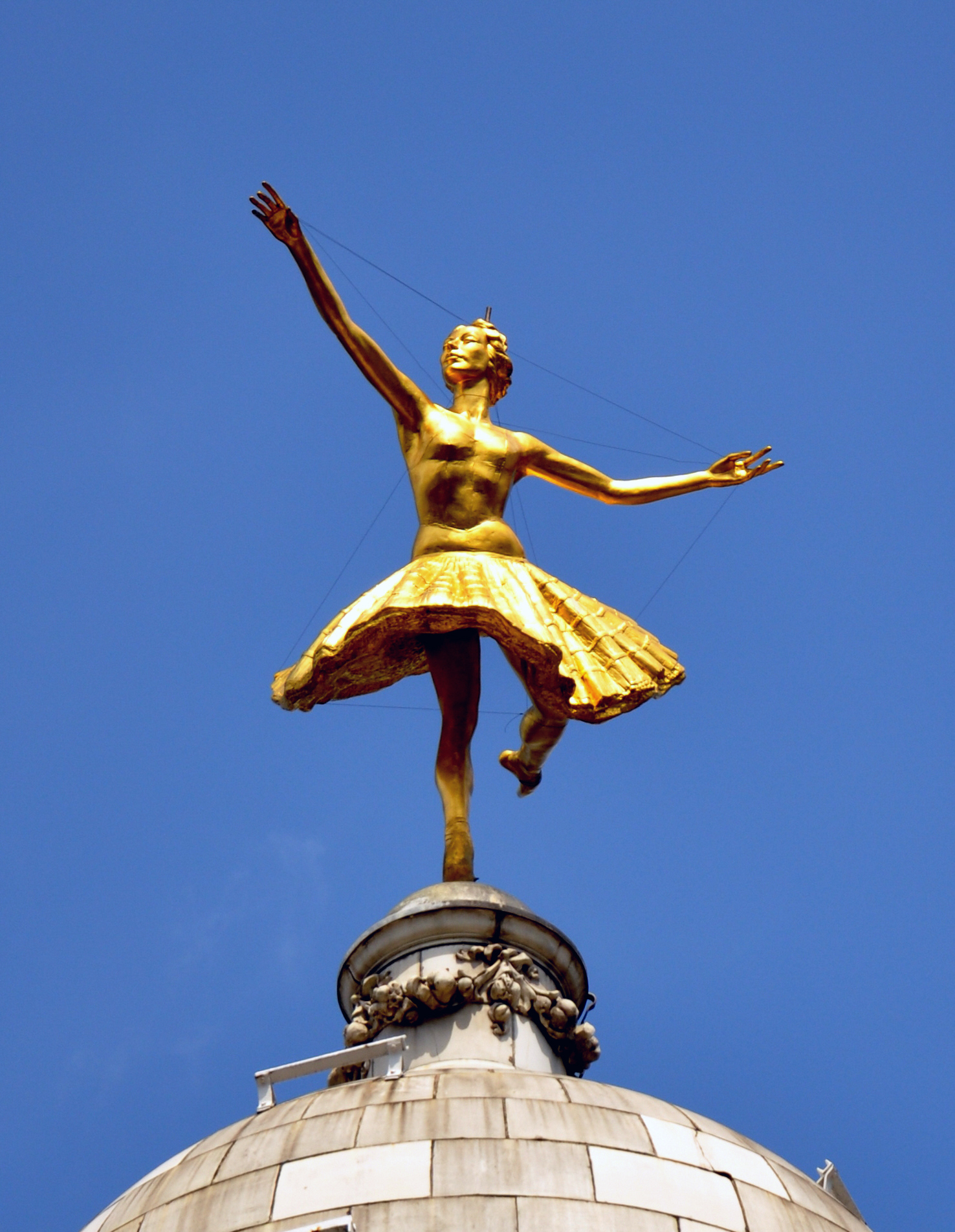
倫敦, 維多利亞皇宮劇院,安娜·帕夫洛娃屋頂雕像
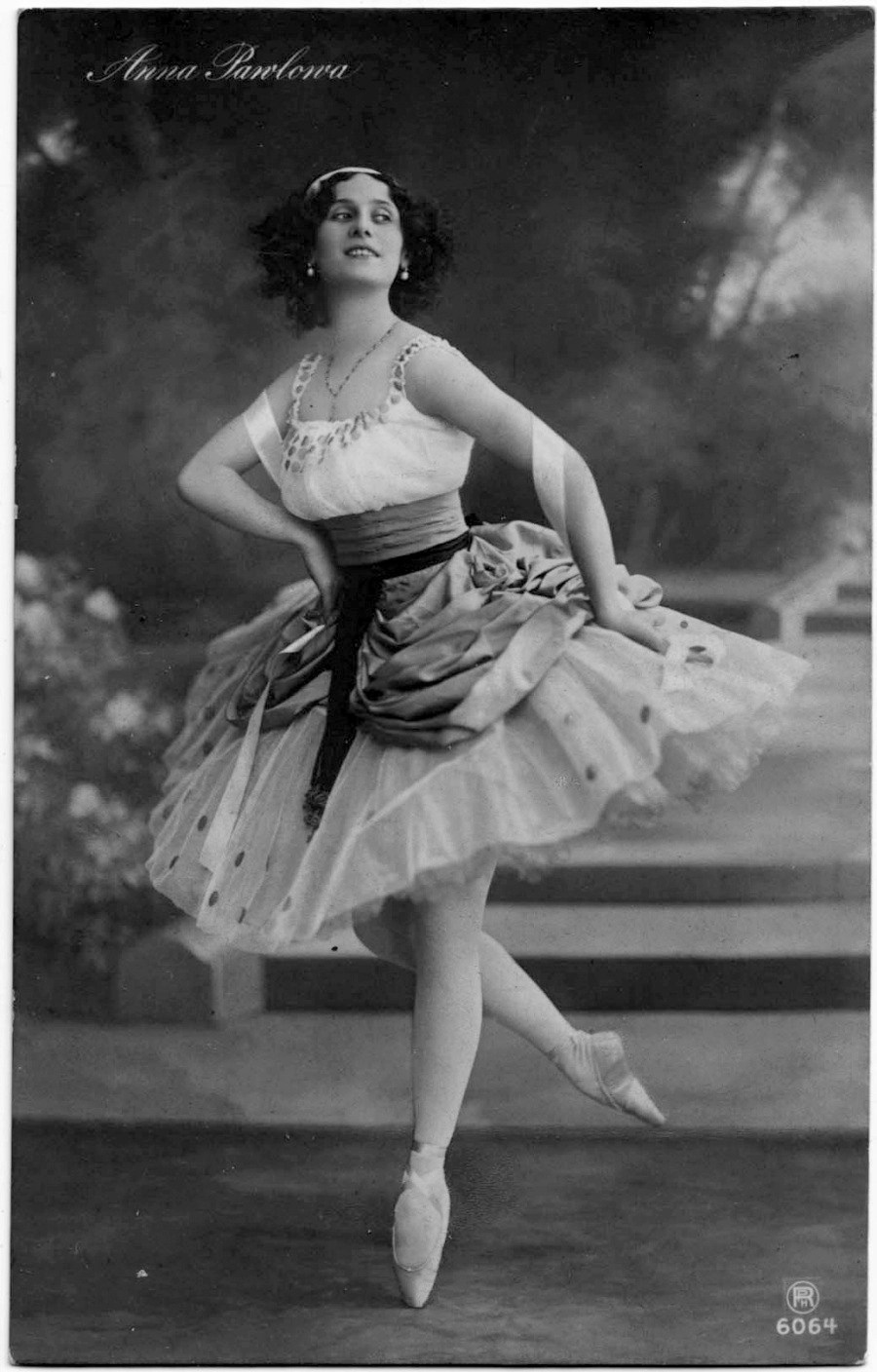
"難管的女兒"中的巴甫洛娃, 1912年
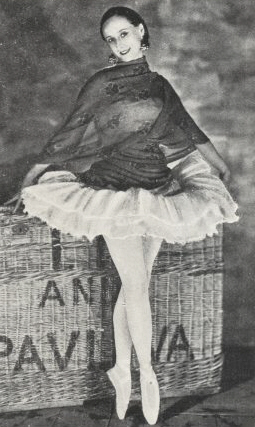
在巴黎的安娜·巴甫洛娃, 1920年
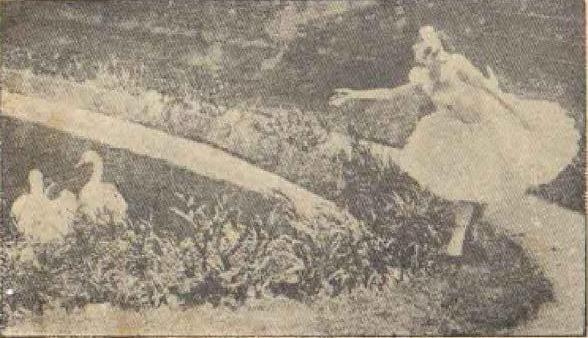
"天鵝之死"中的巴甫洛娃

## 來源
- Dandré, Victor. . London: USA Arno Press NYC, reprint. 19321979.
- Bernatas, E. E.; Vlasova, T. V. . St Petersburg: Art Deco. 2006. ISBN 5-89576-013-9 （俄语）.
- Andreeva, Julia.  [Theatre – a Window to Wonders]. 'Skifiya' Publishing house. 2019. ISBN 978-5-00025-170-6 （俄语）.

## 外部鏈結

### 檔案收藏
- 安娜·巴甫洛娃收藏指南 （页面存档备份，存于） 特別館藏和檔案館，加州大學歐文分校圖書館，加州歐文市。

### 其他
- Anna Pavlova in Australia – 1926, 1929 Tours 的存檔，存档日期5 June 2011. – programs and ephemera held by the 澳洲國立圖書館
- Film of Anna Pavlova （页面存档备份，存于）
- &btnG=Search+Images Pictures of Anna Pavlova – digitised and held by the 澳洲國立圖書館
- Creative Quotations from Anna Pavlova （页面存档备份，存于）
- Andros on Ballet
- Heroine Worship: Anna Pavlova, The Swan （页面存档备份，存于）
- Anna Pavlova on Encyclopædia Britannica （页面存档备份，存于）
- Anna Pavlova （页面存档备份，存于）
- 安娜·巴甫洛娃在互联网电影资料库（IMDb）上的資料（英文）